# Drac de Vilanova i la Geltrú
El Drac de Vilanova i la Geltrú és un element del folklore popular de Vilanova i la Geltrú. Forma part de l'Agrupació de Bestiari Festiu i Popular de Catalunya.

## Història

### Orígens
D'origen incert, la creació del drac s'atribueix a l'Obra de la Parròquia Sant Antoni Abat a continuació de les estrenes d'altres entremesos com els gegantons (1771) i després que a la Mulassa Vella se li prohibís llençar foc el 1779.
Les primeres referències documentades sobre el Drac en situen l'estrena al 1830, i testimonien el pagament de Gegantons, Mulasses y diablots y Drach. A partir d'aquell any és habitual trobar referències al pagament dels coets del drac en els fulls de comptabilitat de l'Obra i de l'Ajuntament, documentant la seva participació en la Festa Major de Sant Antoni Abat i al Corpus, i més endavant a les festes de la Mare de Déu de les Neus (1851) i en el Carnaval (1856). El drac també acompanyava els Gegants de Vilanova en actuacions fora de la ciutat com per exemple a les Festes de La Mercè del 1902.

Sobre aquest drac antic es coneix poc però els documents denoten que tenia una funció protocol·lària, que a cada encesa o tret cremava 7 coets, que s'acompanyava de quatre portadors i dos nois que completaven el quatre escènic i de músics. També que possiblement era fet amb materials diversos com l'espart. De la forma d'aquest drac se'n conserven pocs testimonis gràfics: algun dibuix, una pintura i dues fotografies.

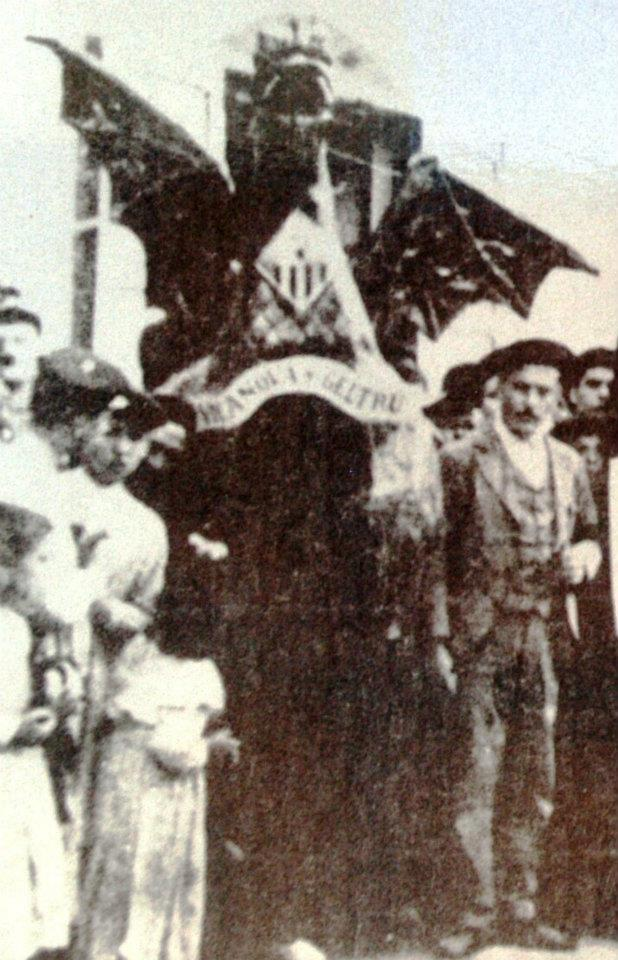
Primera fotografia coneguda del Drac de Vilanova (1902)

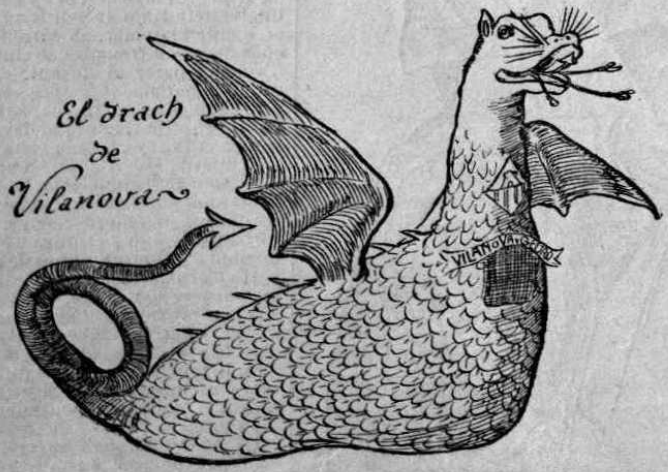
Dibuix del drac aparegut a La Veu de Catalunya en motiu del Concurs de Gegants de les Festes de La Mercè del 1902.

El juliol del 1936, mentre el Drac es troba a Barcelona per participar en els actes de l'Olimpíada Popular, esclata la Guerra Civil i el drac és abandonat i perdut juntament amb altres elements del seguici vilanoví.

### Recuperació
El 1947, s'inicia la recuperació del drac a través d'una subscripció popular impulsada pel Foment Vilanoví, i es construeix una nova figura al Taller El Ingenio, sobre un disseny de l'artista vilanoví E.C. Ricart basat en l'aspecte original del drac. El nou drac apareix el divendres 6 de febrer de l'any 1948 encapçalant l'Arrivo de Carnestoltes de la mà del Foment Vilanoví. A partir d'aquí el Drac s'incorpora de nou a les processons i seguicis festius de la ciutat, i és convidat habitualment en festes d'altres poblacions, destacant La Mercè de Barcelona o el Gran Desfile del Fuego de Granollers.

L'any 1957 l'explosió d'un coet li fa malbé part del cap i s'encarrega un cap nou a la Casa Artigau (Taller Malatesta) de Barcelona. Tot i mantenir l'estructura original del cos, se li canvia tot el cap per un de nou més gros, amb cresta i la mandíbula inclinada cap avall, es modifica el coll i l'escut de la ciutat, i es repinta. La reforma altera completament l'aspecte original de la figura, pero és elogiada per la premsa local destacant el seu aspecte més ferotge. El 1981, per evitar el deteriorament de l'estructura original s'encarrega la construcció d'una rèplica.

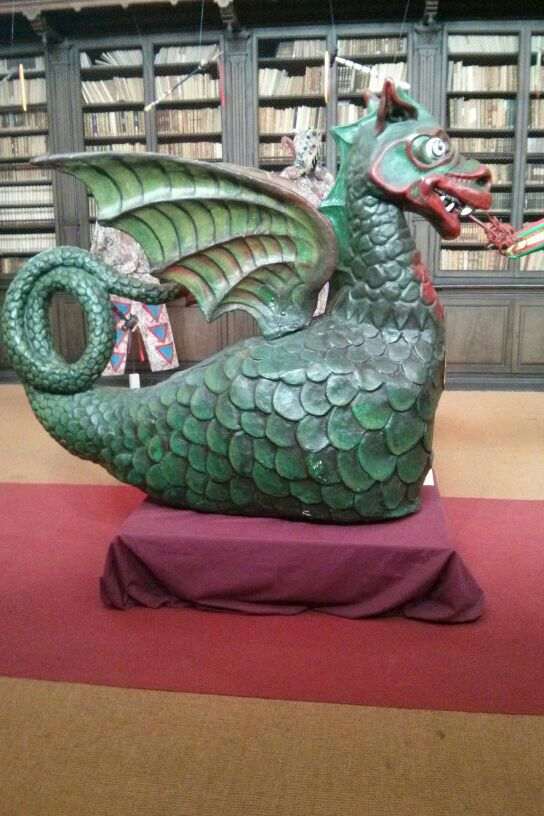
Figura del drac (1948) amb el cap nou de la Casa Artigau (1958), en una exhibició al Museu Victor Balaguer, al 2013.

### Rèplica i drac nou
La rèplica la construeix en Josep Cardona "Nona", ninotaire de Mataró, en un taller de l'Escola d'Art de Vilanova i la Geltrú, imitant l'aspecte del drac substituït i s'estrena durant la Festa Major de 1982. La nova figura incorpora un punt més de foc a la boca però és controvertida per una lleugera desviació cap a un costat que la fa desequilibrada, i els acabats en cartró que obliguen a repintar-la sovint a causa del foc i la fervent activitat d'aquells anys.
Al 1990 es decideix retirar la figura rèplica i construir una figura completament nova, recuperant també l'aspecte original del Drac recuperat.
La nova figura del drac es dissenya i construeix al taller L'Estaquirot de Vilanova i la Geltrú, elaborada en fibra de vidre. La figura es presenta a la Festa Major del 1991 i es manté fins a l'actualitat.
La figura rèplica acaba abandonada en un magatzem municipal, malmesa, decapitada i perduda durant anys, però després de dues iniciatives de restauració al 2022 és restaurada i presentada en el 40è aniversari de la seva estrena rebatejada com el Drac del Nona.

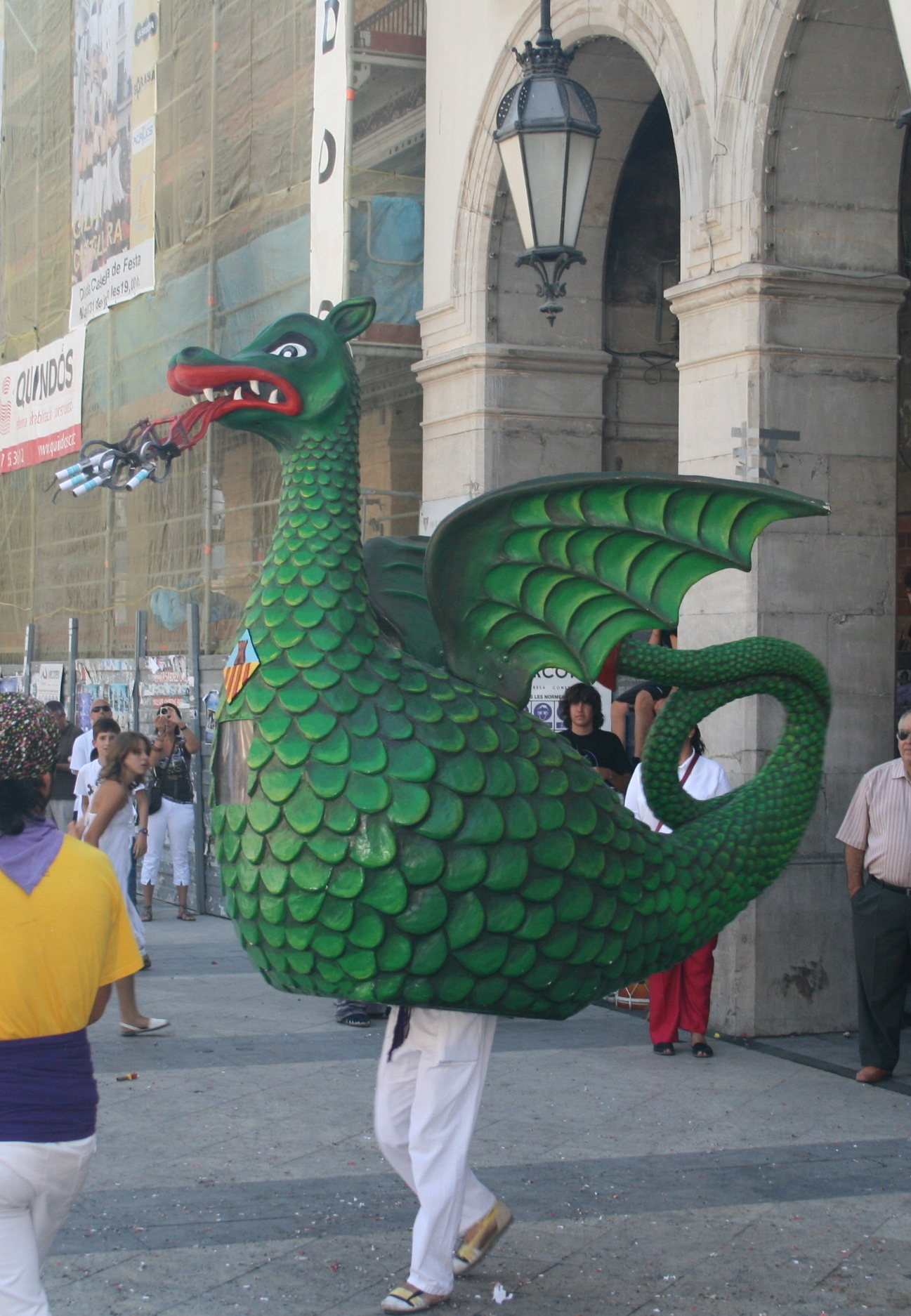
Figura del 1991 a la sortida d'Ofici de 2010.

## Aspecte
El primer document gràfic de l'aspecte del drac és un dibuix de Gaspar Miró al setmanari L'Àngel del Campanar el 1883. Posteriorment trobem imatges més detallades com els dibuixos de Joan Llaverias a La Veu de Catalunya (1902) o la pintura El Drac d'E.C. Ricart (1925), la primera fotografia (fons Joan Morera) el 1902 i altres fotografies de la dècada de 1930 del fons fotogràfic Joan Amades. Tot i que s'aprecien algunes diferències en aquestes imatges que no permeten assegurar que es tracti sempre de la mateixa figura, la seva forma és de drac-cuc de cos arrodonit, sense potes ni urpes amb el cap alçat i la cua caragolada acabada en una punta, amb dues grans ales membranades obertes.
La forma del cap i els detalls en el coll i el llom han anat canviant en les diferents reconstruccions, incorporant o traient punxes o crestes o els orificis nasals, però gairebé sempre amb unes característiques similars: ulls prominents, orelles petites i boca oberta de llavis gruixuts, recordant l'aspecte d'una criatura marina. Cal distingir dos models de cap ben diferents: l'original (usat com a model en la reconstrucció de 1948 i 1991), i el cap "nou" (creat el 1958 i replicat el 1982).
El color de la figura també ha anat variant en les diferents reconstruccions i repintats, predominant sempre el verd (més fosc, en la rèplica de 1982, o més clar, en la figura de 1991), i incorporant a vegades reflexos vermellosos al coll, cap, boca o ales.

## Figures[14]
- Nom oficial: Drac de Vilanova i la Geltrú
- Funcionalitat: Foc i protocol
- Tracció: Carregada interiorment per 1 persona

#### Drac de Vilanova (1830-1936)[calcitació]
- Any de construcció: 1830.
- Constructor: Desconegut (poss. Joan Monjo)
- Característiques: Desconegudes. 7 coets per encesa.
- Estat actual: Perdut.

#### Drac de Vilanova (1948)[15]
- Any de construcció: 1947 (reforma al 1958).
- Constructor: Enric Cristòfor Ricart i Nin (disseny). Taller El Ingenio (figura original). Casa Artigau (cap nou)
- Característiques: Fusta i cartró. 60 kg. 3 punts de foc a la boca.
- Estat actual: Restaurat i conservat al Museu Victor Balaguer.

#### Drac de Vilanova (1982-1990) - Drac del Nona (2022-)[calcitació]
- Any de construcció: 1982 (restaurat al 2022)
- Constructor: Josep Cardona "Nona"
- Característiques: Fibra de vidre i cartró. 170 cm (alt) 220 cm (llarg) 126 cm (ample). 67 kg. 4 punts de foc a la boca.
- Estat actual: Restaurat.

#### Drac de Vilanova (1991)[16]
- Any de construcció: 1991.
- Constructor: Albert Albà (L'Estaquirot)
- Característiques: Fibra de vidre. 190 cm (alt) 200 cm (llarg) 170 cm (ample). 45 kg. 4 punts de foc a la boca.
- Estat actual: Actiu.

## Acompanyament i actuacions
El Drac de Vilanova va ser fins a l'any 1918 propietat de l'Obra de sant Antoni Abat. La posterior municipalitat de la figura li va permetre actuar amb més llibertat en actes desvinculats de les processons religioses, com per exemple el Carnaval.
En els seus inicis la colla de portants era formada per quatre bastaixos, homes de condició humil que de manera remunerada carregaven el Drac a les processons i executaven les enceses i coreografies. També l'acompanyaven dos vailets que possiblement completaven el quadre escènic vestits de diabló o similar. Amb la recuperació de la figura el 1948, aquest acompanyament escènic es perd.
A la dècada de 1970, amb la recuperació dels elements folklòrics, una comissió de recerca i promoció de la cultura popular, atorga la guarda i custòdia del Drac a l'entitat vilanovina El Coro, que sota el nom més tard de La Unió Vilanovina continua amb aquesta missió fins a l'actualitat.
L'uniforme dels portants ha anat canviant amb els anys, des de la camisa clara i pantalons negres de l'antiguitat, als pantalons amb escates pintades com les del drac, la camisa i pantalons verds fosc, fins a l'uniforme actual, camisa i pantaló blanc i faixa morada.
Com antigament era típic a tot el Penedès, els entremesos es feien acompanyar de músics que tocaven melodies populars amb flabiol i tamborí (mitja cobla) o gralla i timbal. El drac ha mantingut aquest acompanyament musical, fet no gaire freqüent en els entremesos de foc actual.
El drac té una peça musical pròpia d'origen popular desconegut i documentada ja el 1891, anomenada La Dança del foc, que comparteix amb el Drac de Vilafranca.

## Anecdotari i fets

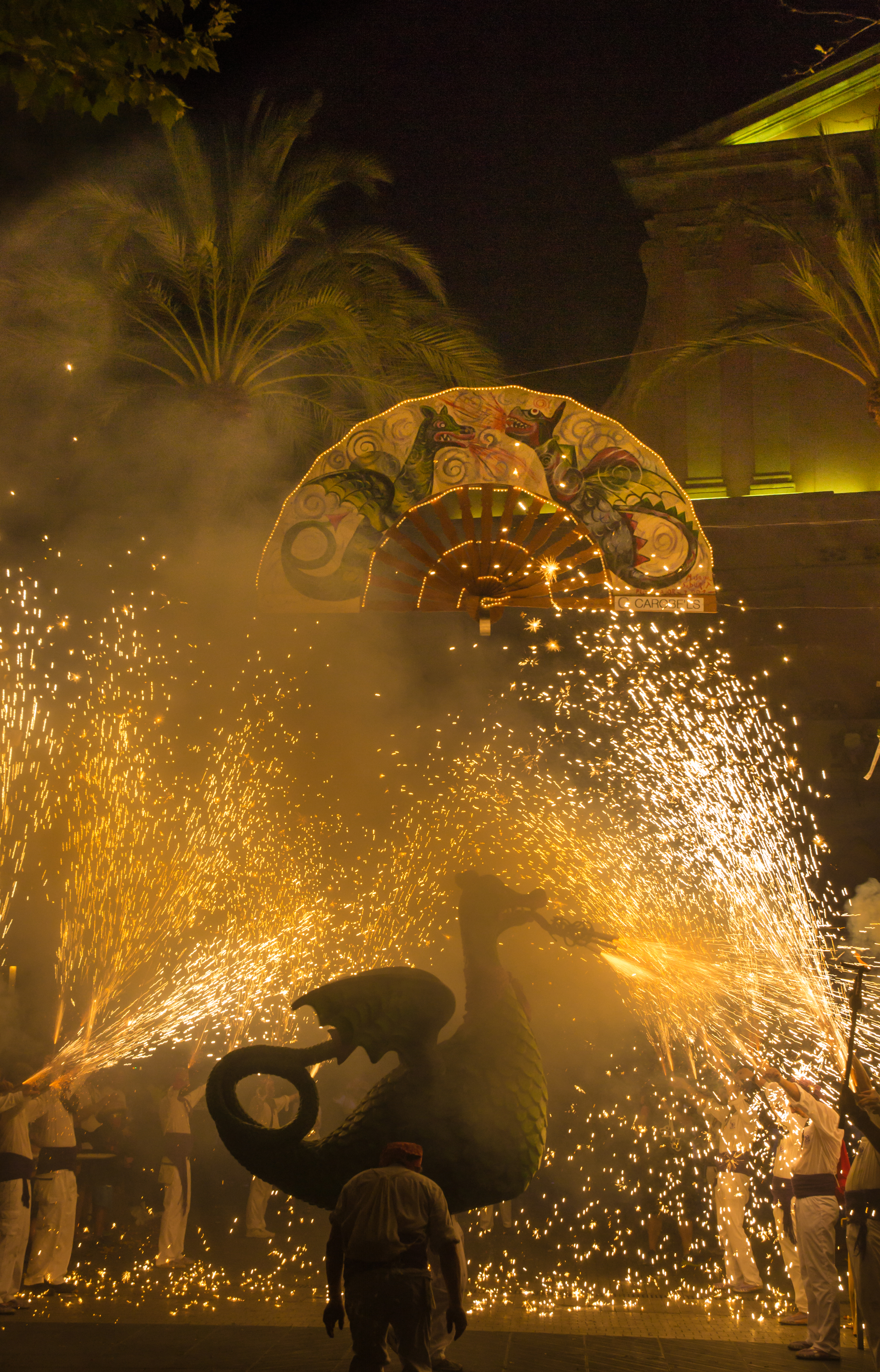
entrada al vot del poble del 2017 a Vilanova i la Geltrú

- Forma part dels 7 dracs històrics de Catalunya, juntament amb el Drac de Vilafranca, el Drac de Solsona, el Drac de la Bisbal de l'Empordà, el Drac de Sitges, el Drac de Sant Quintí de Mediona i el Drac d'Olot.[20]
- Va participar en la 1a Concentració de Dracs, durant les festes de la Mercè de Barcelona, el 23 de setembre de 1979, i al primer correfoc, també a Barcelona, el setembre de 1980.
- Ha fet actuacions a França i a Itàlia.[10]
- Ha participat en l'estrena del Drac de Montblanc (1981) i el Drac de La Geltrú (1978), entre d'altres.[13] i és padrí del Drac de Terrassa.[14]
- Com a figura de la festivitat del Corpus es diu que està excomunicada per l'Església catòlica.[10]
- Debutà en el cinema formant part de l'attrezzo d'una pel·lícula en la dècada de 1980.[cal citació]

### El Drac a l'Arrivo de Carnestoltes
L'esperit carnavalesc del Drac de Vilanova ve d'antic. Algunes de les primeres referències documentades del Drac són de la seva participació en l'Arrivo de Carnestoltes de 1856. Posteriorment hi participà habitualment fins al període de la guerra i durant la dictadura.
El 1948, amb el Carnaval prohibit a la via pública, el recuperat Drac apareix per sorpresa el divendres de Carnaval, encapçalant una comitiva improvisada de l'Arrivo. Amb la progressiva recuperació del Carnaval a partir de l'any 1976, el drac reprèn el costum d'encapçalar l'Arrivo juntament amb els diables i el drac de la Geltrú durant uns anys més, però de forma molt interrompuda. La Unió Vilanovina continua en els últims anys la tradició de fer-lo aparèixer a l'Arrivo de manera intermitent, sovint per sorpresa, amb antifaç o disfressat, per exemple de drac xinès (2000), de gamba (2015) o d'aneguet (2020).